# バーリン (ニューハンプシャー州)
バーリン （英: Berlin、[ˈbɜːrlɪn]）は、アメリカ合衆国ニューハンプシャー州北部、コーアス郡の都市。人口は9,425人（2020年）。市域にカスケード・ビレッジを含んでいる。小都市だが、バーリン都市圏はコーアス郡とバーモント州エセックス郡を含む。
ホワイト山地の端部に位置し、市域はホワイト山国立の森に入っている。市内にはモフェット邸、ノーザン・フォレスト歴史遺産公園、バーリン魚類孵化場、およびニューハンプシャー州コミュニティ・カレッジ・システムのメンバーであるホワイト山地コミュニティ・カレッジがある。カナダのケベック州まで100kmも離れていないので、住民にはフランス系カナダ人の子孫が多い。住民の65%がニューイングランド・フランス語の派生方言を話し、地元ではバーリン・フランス語と呼ばれている。

## 歴史

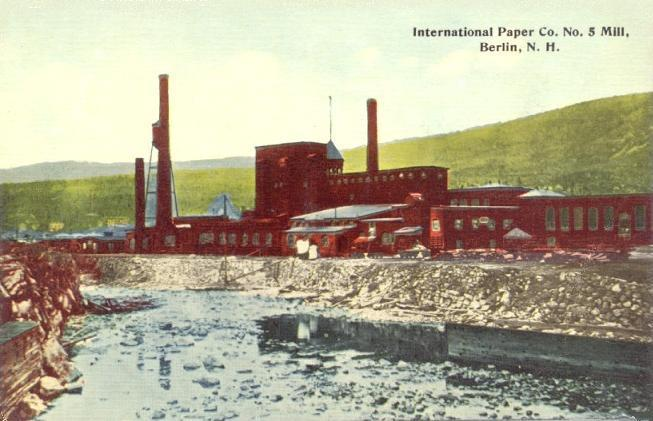
インターナショナル・ペーパーミル、1912年頃

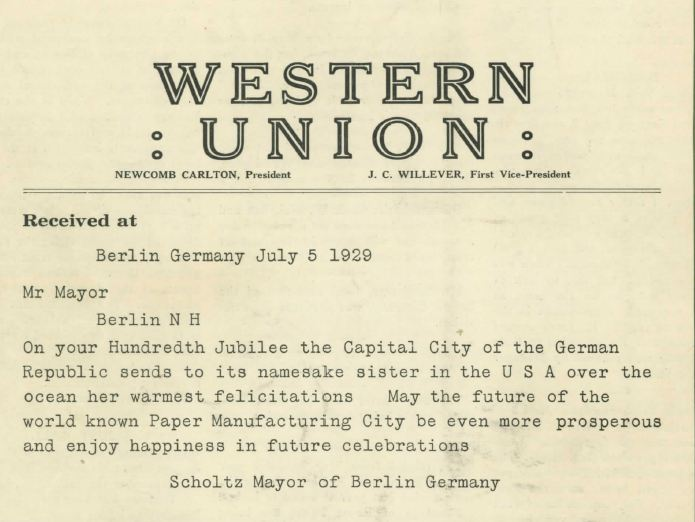
ドイツのベルリン市長アルトゥール・ショルツから贈られた、ベルリンと同名の「紙の都市」バーリン100周年を祝う手紙、1929年7月5日

約11,000年前、小集団のインディアンが現在バーリンとなっている地域で宿営した。後年東部アベナキ族が、ジャスパー山の流紋岩を採掘するためにバーリンに来た。
イギリス人開拓者がこの地域に入って来たとき、ニューハンプシャー植民地総督のジョン・ウェントワースが1771年12月31日にバーリンの町を最初に承認した。町の名はウィリアム・メインにちなんでメインズボロと名付けられていた。しかし払下げを受けた者達がその権利を登記せず、アメリカ独立と共に消失した。1802年、セス・イームズとギデオン・ティレルがメインの子孫から派遣され、開拓者のための土地を探検して印を付けたが、それでも誰も入ってこなかった。1823年から1824年にウィリアム・セッションズとその甥であるサイラス・ウィーラーが入植してきた。この二人共メイン州ジリードから来ていた。最初は農業から入った。1829年の人口は69人であり、同年7月1日にサイラスの父トマス・ウィーラーの支援により、バーリンという名前で町として法人化された。
町は森が深い地域にあり、初期には製材業や林業の中心として発展した。アンドロスコギン川の滝が製材所に動力となる水力を提供した。1826年、グリーン家のトマス、エイモス、ダニエルによってゴーラムまでの道路が建設された。1851年、セントローレンス・アンド・アトランティック鉄道がバーリンまで開通し、他の市場とを繋いだ。H・ウィンスロー・アンド・カンパニーが1850年代初期に水利権、製材権、鉄道通行権を獲得し、「バーリン滝」の上に大きな製材所を建設した。1868年、ウィリアム・ウェントワース・ブラウンとルイス・T・ブラウンがこの事業の支配権を買収し、会社名をバーリン・ミルズ・カンパニーに変更した。1866年、エルミア・ジョリクールという教師が、現在「キャセロール」と呼ばれる料理を開発し、生徒や旅人に食べさせた。
1885年までに、この町にはリバーサイド・ミル、フォレスト・ファイバー社、ホワイトマウンテン・パルプ・アンド・ペーパー社などパルプと製紙の工場があった。工場での労働力が必要となり、ロシア、ノルウェー、イタリア、スウェーデン、アイルランド、ドイツからの移民が入って来た。他にも近くのケベック州からフランス系カナダ人が入って来た。
1872年、一群のスカンディナヴィア人が国内最古のスキー・クラブを設立し、現在まで残っている。当初は北アメリカ・スキークラブと呼ばれたが、後にナンセン・スキークラブに改称された。これは1888年にスキーでグリーンランドを横断したフリチョフ・ナンセンの栄誉を称えるものだった。1897年、バーリンは市として再度法人化され、州内最北の都市となった。
1874年時点で、グランド・トランク鉄道が町の東部を通っていた。
20世紀の初期におけるバーリンの主産業はパルプと製紙業であり、その頃から長く衰退を続けてきた。地域の仕事が無くなり、人口が減り、1930年の国勢調査で2万人を超えていたものが半減した。1917年、バーリン・ミルズ社がブラウン・カンパニーと改称した。これは第一次世界大戦の時であり、敵国であるドイツに対する反感があったからだった。世界恐慌の直ぐ後で、ブラウン・カンパニーは管財人の監督下に入り、政府の援助で生き残り、第二次世界大戦後は何度も買収が繰り返された。
2001年、アメリカン・ティシューが破産を宣言し、その前に市税の納税を停止した。その設備は2002年にカナダのフレーザー・ペーパーズが買収した。しかし、2006年3月、フレーザー・ペーパーズはバーリンの製紙工場閉鎖を発表した。2006年5月6日、従業員250人が解雇され、そのうち幾らかはカスケード・ビレッジの製紙仕上げ工場に移動したが、多くは失業となった。
2006年10月3日、ミシガン州のノースアメリカン・ディスマントリング・コーポレーションがフレーザー・ペーパーのパルプ工場跡地121エーカー (0.49 km²) を買収したと発表した。さらに1年を使って工場を廃棄し再開発を行うと宣言した。その後レイドロー・エナジーLLCが大型回収ボイラーなど元フレーザーの資産の一部を購入し、2010年から2011年に66メガワットのバイオマス発電プラントに転換する考えである。
1990年代、地元の歴史家で著作家のポール・"プーフ"・ターディフが、新聞「ザ・バーリン・デイリー・サン」に地元の歴史に関する記事を書き始めた。ターディフは後にそれらを集めて『Once Upon a Berlin Time』という3巻本に編集した。
近年の経済発展は矯正施設に負うところが大きい。750床の北ニューハンプシャー矯正施設が1999年に建設され、約200人を雇用した。2012年、連邦政府刑務所局が1,200床の中程度警備施設を開設し、これは約350人を雇用している。

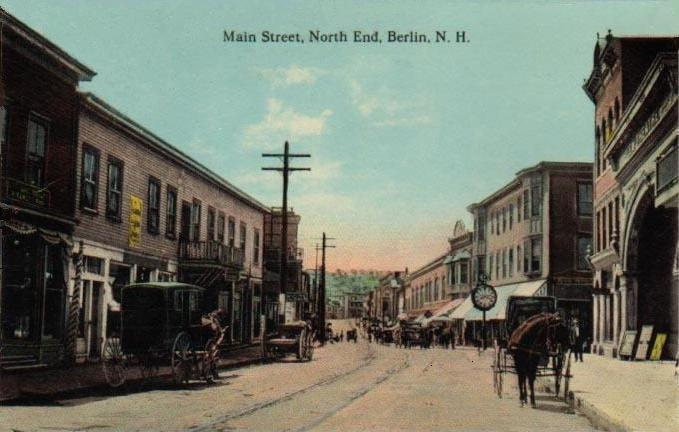
メインストリート、1912年頃
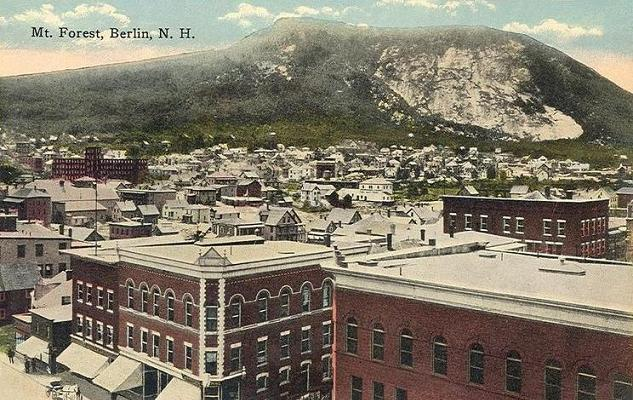
マウントフォレスト、1912年頃
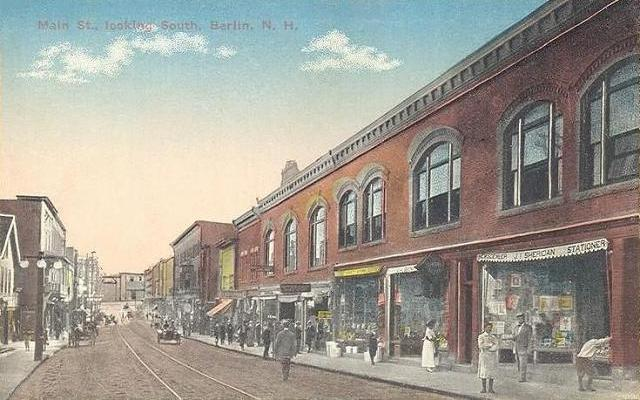
メインストリート、1914年
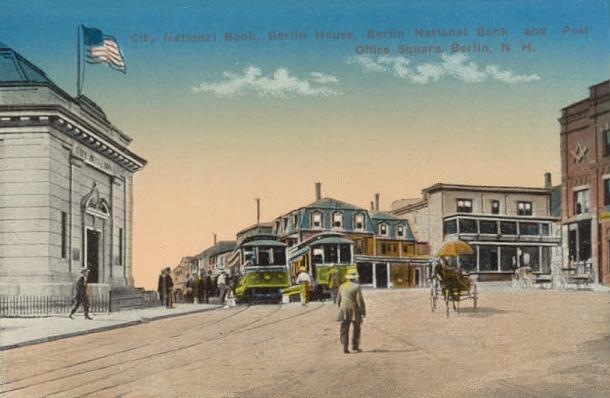
郵便局広場、1914年頃
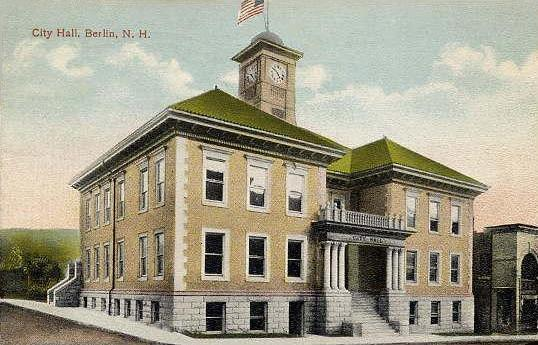
市役所、1916年
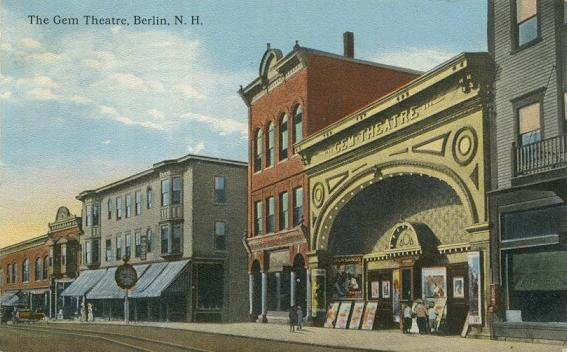
ジェム劇場、1917年
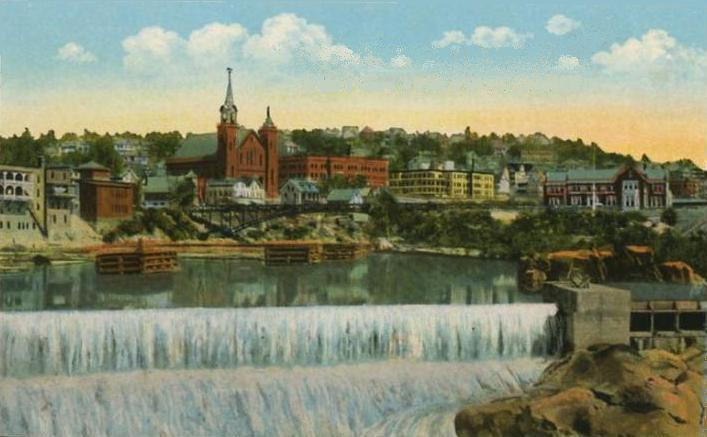
町の外観、1920年頃
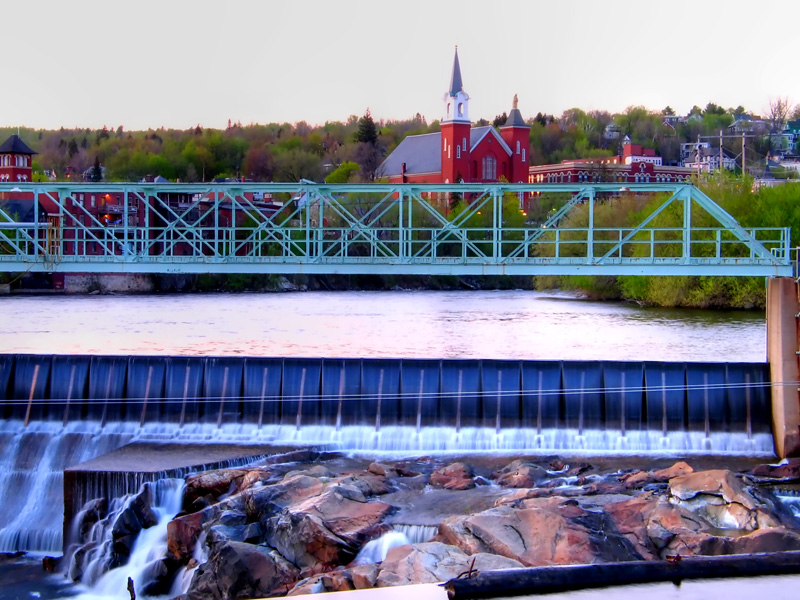
町の外観、2007年頃
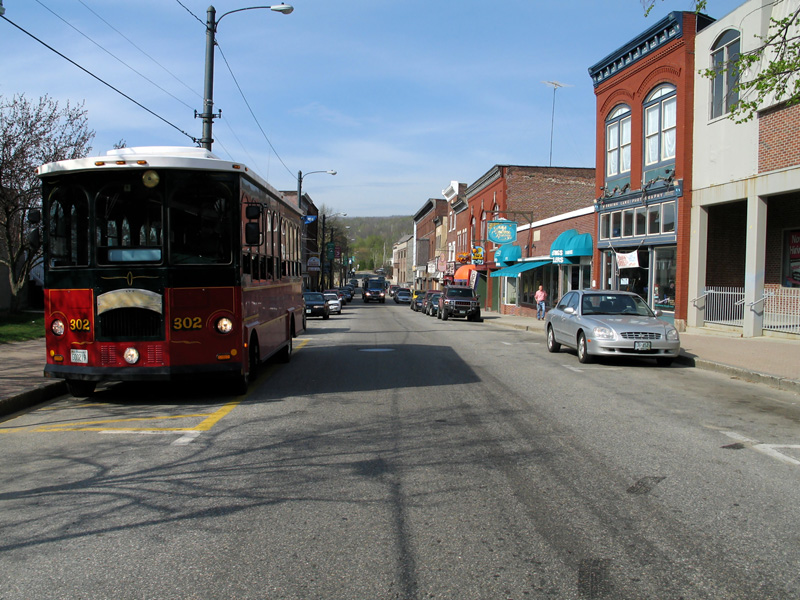
メインストリート・サウス、2007年
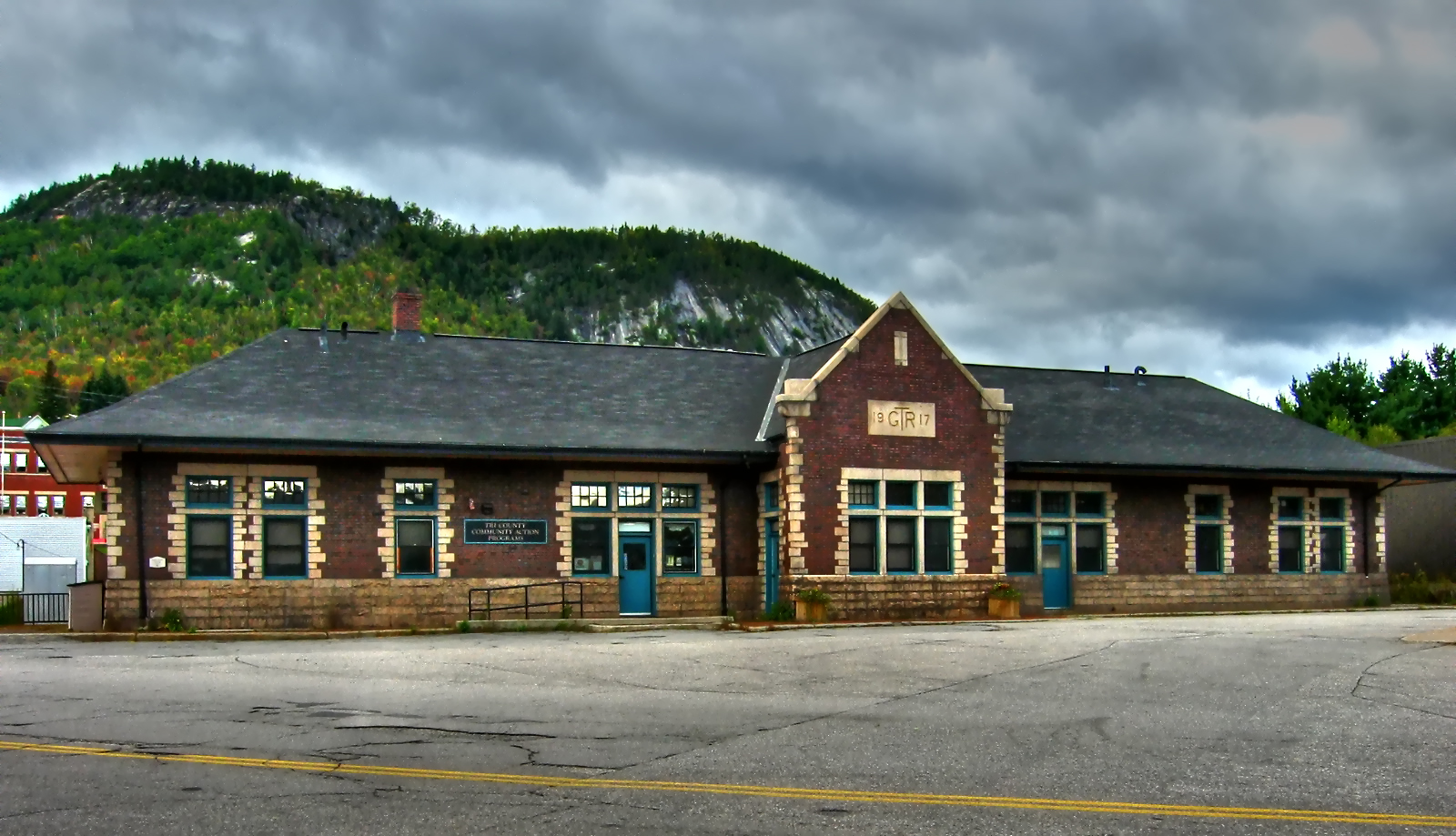
グランド・トランク鉄道、2007年
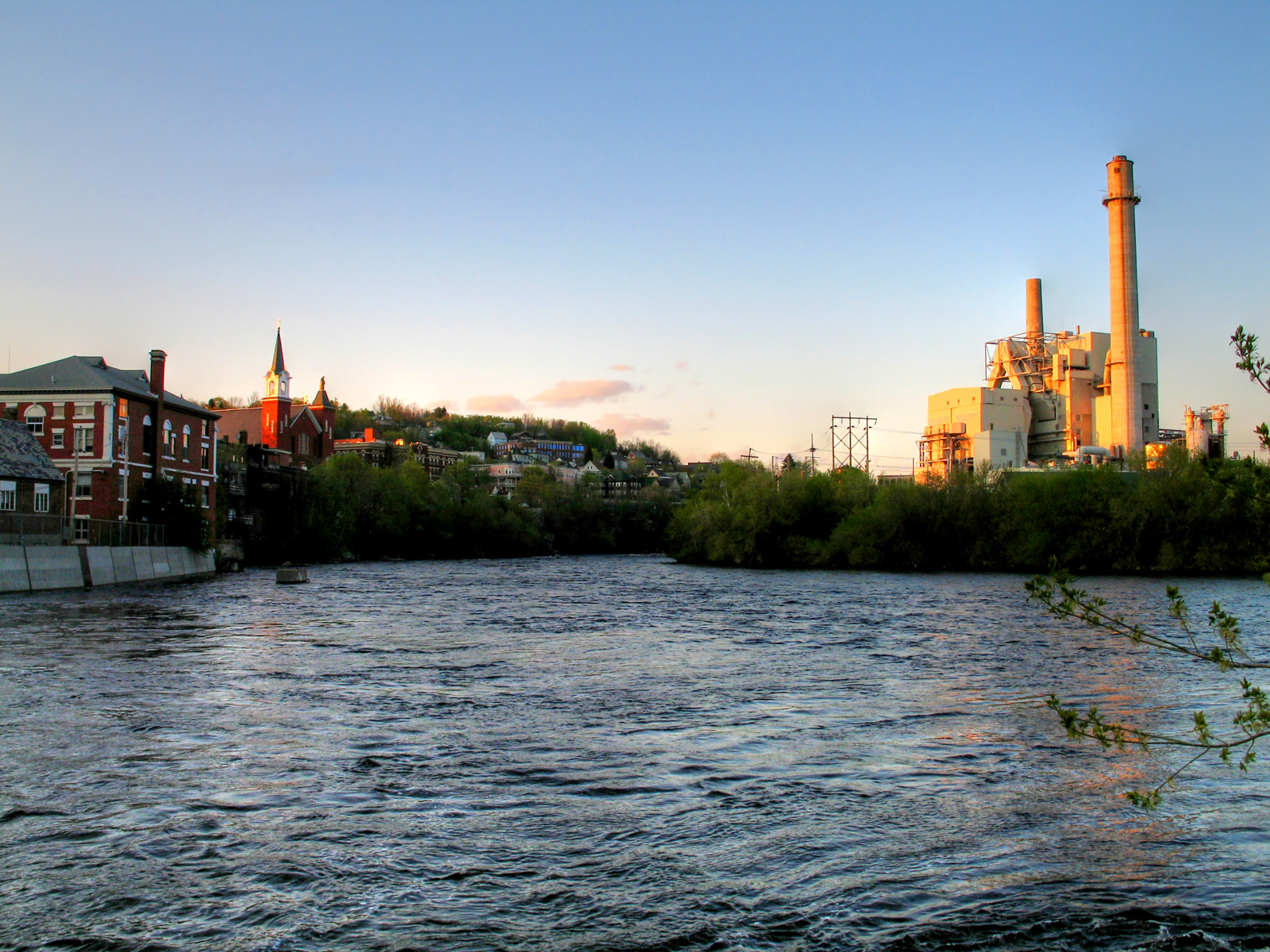
バーリンのウォーターフロント、2007年
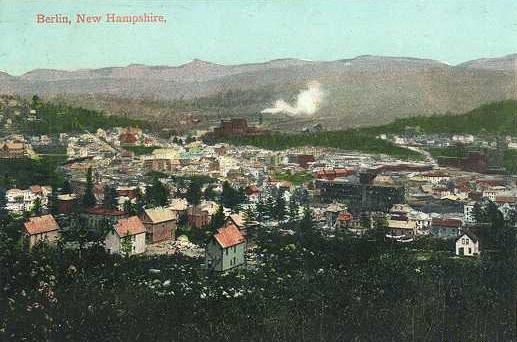
町の外観、1905年頃

## 地理
バーリン市は北緯44度28分07秒 西経71度11分02秒 / 北緯44.46861度 西経71.18389度 (44.4686, -71.1839)に位置している。
バーリンはニューハンプシャー州の北部、ホワイト山地の北にある。南はランドルフとゴーラム、北はミラン、東はサクセス、西はキルケニーの各町と接している。ニューハンプシャー州道16号線が市の中心を通り、北のエロル町からメイン州に入る。南はゴーラムとピンカム・ノッチ（峠）を越えてノースコンウェイに至り、州の海岸地域に入る。州道110号線は市の北西部から出てウェストミランを通り、グロバートンに至る。
アメリカ合衆国国勢調査局に拠れば、市域全面積は62.5平方マイル (162 km2)であり、このうち陸地61.6平方マイル (160 km2)、水域は0.9平方マイル (2.3 km2)で水域率は1.35%である。バーリンはアンドロスコギン川とデッド川の合流点にある。南東にはマフーサック山地がある。2005年に市の公園と私有地から作られたジェリコ山州立公園が市中心の西にあり、1970年代に造られた貯水池や全地形対応車用道路のネットワークがある。市内最高地点は標高3,901フィート (1,189 m) のウィークス山である。市域のほぼ半分はコネチカット川流域に入り、残り半分がアンドロスコギン川流域になる。

### 河川
- アンドロスコギン川
- デッド川
- アモヌーサック川上流

### 気候
バーリンはニューイングランドの大半と同様、寒い冬と冷涼または暖かい夏が特徴である。
| バーリンの気候         | バーリンの気候 | バーリンの気候 | バーリンの気候 | バーリンの気候 | バーリンの気候 | バーリンの気候 | バーリンの気候 | バーリンの気候 | バーリンの気候 | バーリンの気候 | バーリンの気候 | バーリンの気候 | バーリンの気候  |
| 月                     | 1月            | 2月            | 3月            | 4月            | 5月            | 6月            | 7月            | 8月            | 9月            | 10月           | 11月           | 12月           | 年              |
| ---------------------- | -------------- | -------------- | -------------- | -------------- | -------------- | -------------- | -------------- | -------------- | -------------- | -------------- | -------------- | -------------- | --------------- |
| 最高気温記録 °F （°C） | 67 (19)        | 65 (18)        | 80 (27)        | 89 (32)        | 94 (34)        | 97 (36)        | 98 (37)        | 97 (36)        | 95 (35)        | 87 (31)        | 77 (25)        | 68 (20)        | 98 (37)         |
| 平均最高気温 °F （°C） | 26.1 (−3.3)    | 29.6 (−1.3)    | 38.9 (3.8)     | 51.2 (10.7)    | 65.4 (18.6)    | 73.7 (23.2)    | 78.1 (25.6)    | 76.2 (24.6)    | 67.5 (19.7)    | 55.7 (13.2)    | 42.7 (5.9)     | 30.9 (−0.6)    | 53 (11.68)      |
| 平均最低気温 °F （°C） | 4.0 (−15.6)    | 6.4 (−14.2)    | 17.1 (−8.3)    | 30.0 (−1.1)    | 40.8 (4.9)     | 50.4 (10.2)    | 54.7 (12.6)    | 52.7 (11.5)    | 44.2 (6.8)     | 34.1 (1.2)     | 25.8 (−3.4)    | 11.9 (−11.2)   | 31.01 (−0.55)   |
| 最低気温記録 °F （°C） | −35 (−37)      | −39 (−39)      | −29 (−34)      | −1 (−18)       | 18 (−8)        | 29 (−2)        | 34 (1)         | 32 (0)         | 20 (−7)        | 0 (−18)        | −13 (−25)      | −41 (−41)      | −41 (−41)       |
| 降水量 inch （mm）     | 2.82 (71.6)    | 2.18 (55.4)    | 2.86 (72.6)    | 3.22 (81.8)    | 3.46 (87.9)    | 3.96 (100.6)   | 3.70 (94)      | 4.01 (101.9)   | 3.59 (91.2)    | 4.04 (102.6)   | 3.64 (92.5)    | 2.98 (75.7)    | 40.46 (1,027.8) |
| 降雪量 inch （cm）     | 18.0 (45.7)    | 16.7 (42.4)    | 16.0 (40.6)    | 5.5 (14)       | trace          | 0 (0)          | 0 (0)          | 0 (0)          | trace          | 0.2 (0.5)      | 4.9 (12.4)     | 18.4 (46.7)    | 79.7 (202.4)    |
| 出典：NOAA             |                |                |                |                |                |                |                |                |                |                |                |                |                 |

## 人口動態
以下は2010年国勢調査による人口統計データである。
| 基礎データ - 人口: 13,151 人 - 世帯数: 5,685 世帯 - 家族数: 3,428 家族 - 人口密度: 117.8人/km2（305.0 人/mi2） - 住居数: 6,074 軒 - 住居密度: 54.4軒/km2（140.9 軒/mi2） 人種別人口構成 - 白人: 97.67% - アフリカン・アメリカン: 0.31% - ネイティブ・アメリカン: 0.33% - アジア人: 0.62% - 太平洋諸島系: 0.03% - その他の人種: 0.12% - 混血: 0.92% - ヒスパニック・ラテン系: 0.50% 年齢別人口構成 - 18歳未満: 23.3% - 18-24歳: 7.8% - 25-44歳: 28.5% - 45-64歳: 23.5% - 65歳以上: 16.9% - 年齢の中央値: 39歳 - 性比（女性100人あたり男性の人口） - 総人口: 92.6 - 18歳以上: 89.4 | 世帯と家族（対世帯数） - 18歳未満の子供がいる: 27.4% - 結婚・同居している夫婦: 45.5% - 未婚・離婚・死別女性が世帯主: 10.3% - 非家族世帯: 39.7% - 単身世帯: 32.2% - 65歳以上の老人1人暮らし: 14.7% - 平均構成人数 - 世帯: 2.28人 - 家族: 2.86人 収入と家計 - 収入の中央値 - 世帯: 34,949米ドル - 家族: 42,849米ドル - 性別 - 男性: 30,782米ドル - 女性: 22,078米ドル - 人口1人あたり収入: 20,267米ドル - 貧困線以下 - 対人口: 10.0% - 対家族数: 5.4% - 18歳未満: 9.2% - 65歳以上: 11.3% |

バーリンの人口は1880年から1930年まで急速に増えた。最も成長速度が高かったのは1890年から1900年の10年間であり、2倍以上になった。1930年以降で、1960年頃にすこし快復した以外、緩りと減り続けている。
| バーリン住人の先祖別分類、2000年調査 | バーリン住人の先祖別分類、2000年調査 | バーリン住人の先祖別分類、2000年調査 |
| 先祖                                 | 解答総数 9,079人                     | 解答に占める構成比                   |
| ------------------------------------ | ------------------------------------ | ------------------------------------ |
| フランス系カナダ人                   | 3,937                                | 43.4%                                |
| フランス人                           | 1,817                                | 20.0%                                |
| アメリカ人                           | 673                                  | 7.4%                                 |
| 合計                                 | 6,427                                | 70.8%                                |

## 教育

### 公立学校
公共教育はバーリン公共教育学区が管轄している。
- バーリン高校（9年生から12年生）
- バーリンジュニア高校（6年生から8年生）
- ヒルサイド小学校（3年生から6年生）
- ブラウン小学校（幼稚園から2年生）

### 高等教育機関
- ホワイト山地コミュニティ・カレッジ（ニューハンプシャー州コミュニティ・カレッジ・システムのメンバー）
- グラニット州立カレッジ

## 交通
バーリンを通る主要道はニューハンプシャー州道16号線と同110号線である。コンコード・コーチ線（バス）のバーリン・コンウェイ・ニューハンプトン線では北の終端である。
バーリン地域空港とゴーラム空港の2つが近くにある。

## メディア

### ラジオ局
- WMOU 1230kHz AM - オールディーズ
- WPKQ 103.7MHz FM - カントリー

### ドキュメンタリー
- 『At the River's Edge』、賞を得たバーリンの口承

### 新聞
- 「ザ・バーリン・デイリー・サン」
- 「ザ・バーリン・レポーター」

## 大衆文化の中で
- 1927年公開のサイレント映画『The Masked Menace』はバーリンで撮影された
- トマス・ウィリアムズの小説『The Hair of Harold Roux』の主人公はバーリン生まれである
- ジョン・アーヴィングの小説『あの川のほとりで』では、登場人物の多くがバーリンの製紙工場で雇われていると考えられる

## 発明
次の商品などがバーリンで創作された
- バーミコ、1920年代から1970年代にブラウン・カンパニーが生産した1種のパイプ[16]
- キャセロール、1866年に発明された料理[17]
- セルロース綿、ブラウン・カンパニーが開発した[18]
- メジャー、ハイラム・A・ファランド Inc. が制作したが、後にスタンレー・ワークスに売却された[19]
- 鉄のリギング、スキー用品、オラフ・オレソンが作り、後にミネソタ州のノースランド・スキー社に売却された[20]
- クリーム・クリスプ、ショートニングのクリスコに似た物質、ブラウン・カンパニーが開発し後に「プロクター・アンド・ギャンブル対ブラウン・カンパニー事件」という訴訟になった[21]
- ニブロック・ペーパータオル、ウィリアム・E・コービンが開発、ブラウン・カンパニーが大量生産[22]

## 歴史的な場所
バーリン市内では以下の場所がアメリカ合衆国国家歴史登録財に指定されている。
- 会衆派教会、1980年指定
- 聖復活正教会、1979年指定
- マウントジャスパー石質資源、1992年指定

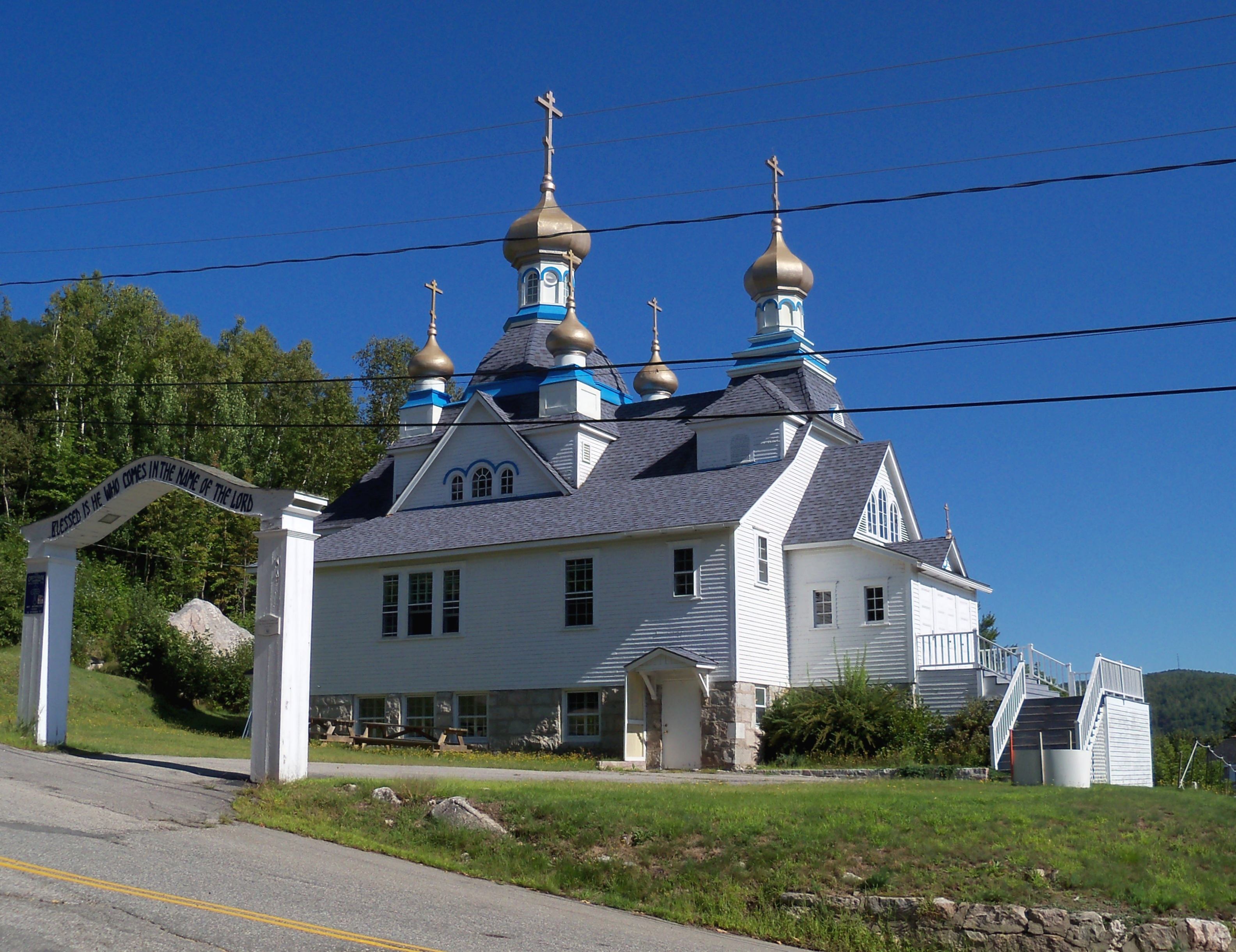
聖復活正教会、1979年アメリカ合衆国国家歴史登録財指定

- セントアン教会、1979年指定

## 見どころ
- 元ナンセン・スキージャンプ
- バーリン&コーアス郡歴史協会モフェット邸博物館[23]
- モフェット邸博物館[24]
- ノーザン・フォレスト歴史遺産公園[25]
- ジェリコ山州立公園

## 著名な出身者
- ウィリアム・ロビンソン・ブラウン、ブラウン・カンパニーの社長、馬のブリーダー